# Bambini a noleggio
Bambini a noleggio (Rent-a-Kid) è un film per la televisione del 1995 diretto da Fred Gerber. Il film è conosciuto anche con il titolo Rent-a-Kid - Bambini in affitto.
È un film commedia statunitense con Leslie Nielsen, Christopher Lloyd e Matt McCoy.

## Trama
Cliff Haber gestisce un orfanotrofio e decide di prendersi una vacanza. Affida la gestione dell'orfanotrofio a suo padre, Harry, durante la sua assenza. Harry ha un negozio di noleggio e, dopo aver ascoltato la testimonianza di Cliff su quanto sia difficile per lui trovare genitori per gli orfani di cui si prende cura, decide che sarebbe una buona idea affittare gli orfani a potenziali genitori adottivi. Nel frattempo, mentre Cliff è via, gli viene un'idea più grande sentendo per caso una coppia in un ristorante messicano, Russ e Valerie Syracuse, discutere sulla questione se avere figli.
Grazie a Harry che lo ha convinto a sufficienza e a una riflessione personale, decidono di affittare tutti e tre i figli dei Ward, Brandon, Kyle e Molly. Una coppia, i Lachman, arriva all'orfanotrofio con l'intenzione di adottare una bambina.  Trovano e scelgono Molly, lo raccontano a Cliff, che a sua volta lo racconta a Harry. Quando lui dà la notizia a Molly, lei non è felice, perché non vuole lasciare Kyle e Brandon. Quindi, per cercare di risolvere la situazione, cercano di comportarsi il meglio possibile, in modo che Russ e Valerie si innamorino di loro abbastanza da volerli tenere. Ma il loro piano finisce per fallire di tanto in tanto. Nonostante tutti i pro e i contro che Russ e Valerie affrontano nel gestirli per dieci giorni, all'ultimo momento decidono di adottarli. Nel frattempo, Harry ha cercato di trovare un modo per tenere nascosta a Cliff la sua idea di dare in affitto degli orfani, sapendo quanto lo consideri eccentrico per questo.  Ma a causa di un forum lasciato sul tavolo dell'ufficio vicino a un telefono in cui Cliff inciampa, quando torna alla fine del periodo di affitto, i tentativi falliscono all'ultimo momento e lui va a rimproverare Harry fuori dal condominio in cui vivono Russ e Valerie, accusandolo di essere eccessivamente pazzo, ma cambia idea quando scopre che il suo piano ha funzionato.

## Produzione
Il film, diretto da Fred Gerber su una sceneggiatura di Paul Bernbaum, fu prodotto da Dan Howard per la Initial Entertainment Group, la Paragon Entertainment Corporation, la Paul Bernbaum Productions e la Viacom Entertainment e girato a Toronto in Canada.

## Distribuzione
Il film fu trasmesso negli Stati Uniti il 4 novembre 1995 con il titolo Rent-a-Kid sulla rete televisiva Fox.
Altre distribuzioni:
- in Australia il 18 gennaio 1996
- in Giappone il 24 gennaio 1997
- in Brasile (Aluga-se Um Garoto)
- in Serbia (Deca na iznajmljivanje)
- in Spagna (Familia de alquiler)
- in Francia (Famille à l'essai)
- in Ungheria (Kölcsöngyerek visszajár)
- in Portogallo (Pai de Aluguer)
- in Germania (Rent-a-Kid - Familie auf Probe)
- in Finlandia (Vuokravekarat)
- in Italia (Bambini a noleggio)

## Critica
Secondo MYmovies "Fred Gerber affronta il tema dell'infanzia abbandonata, scegliendo uno stile ironico, affidando il ruolo gravoso del locatore alla simpatia e comicità di Leslie Nielsen.". Secondo Leonard Maltin è un "discreto film per famiglie" in cui, "anche se è prevedibile, la sciocca premessa è realizzata in modo sorprendente e con sensibilità".

## Sequel
Bambini a noleggio ha avuto un seguito: Family Plan - Un'estate sottosopra (Family Plan) del 1997.

## Riconoscimenti
Nel 1996, Ron Ramin vinse il CableACE Award per la migliore colonna sonora originale.[2][3]